# 우에스기 모치노리

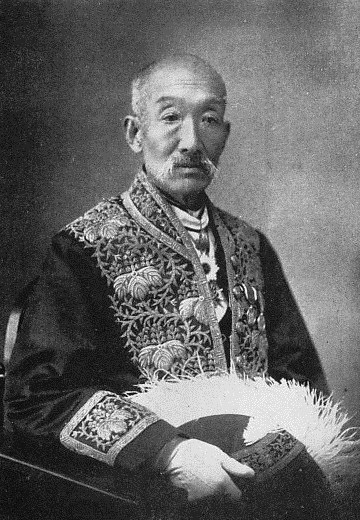
우에스기 모치노리

우에스기 모치노리(일본어: 上杉茂憲, 1844년 4월 15일 ~ 1919년 4월 18일)는 일본의 다이묘로, 요네자와번의 13대(마지막) 번주이다.
덴포 15년(1844년) 2월 28일, 요네자와 번의 12대 번주 우에스기 나리노리의 맏아들로 태어났다. 원래 서자였으나 태어난 지 얼마 되지 않아 후계자로 지명되었다.
게이오 4년(1868년) 보신 전쟁이 시작되자 아버지와 함께 막부측에 서서 신정부군과 싸웠으나, 패하여 항복했다. 아버지가 처벌되어 번주직을 내놓게 되자, 같은해 12월 18일 가문을 계승하여 번주가 되었다.
1869년, 판적봉환에 의해 요네자와 번지사가 되었다. 옛 번사들에게 옛 번의 비축금과 우에스기 가문의 예비금으로부터 10만여 냥을 내어 분할 지급했다. 1871년 폐번치현으로 면직되어 도쿄에 이주하였다. 이후 영국으로 자비 유학하였으며, 귀국한 뒤인 1881년 5월에는 오키나와현령이 되었다.
오키나와 현령으로 부임할 때 서기관으로 보좌한 사람은 옛 신하인 이케다 나리아키(池田成章)로, 재임중의 시책에 있어서 그의 영향이 컸다. 현의 현황을 파악하기 위해, 거의 섬 전체를 시찰하였으며, 주민들로부터 직접 실상을 들었다. 시찰 당시 섬과 섬 사이는 기선으로 이동하였고, 섬 안의 육로에서는 가마로 이동했다. 이때의 기록을 정리하여 펴낸 「우에스기 현령 순회 일지」는 당시 오키나와 현 전체의 사정, 풍속을 알 수 있는 중요한 사료이다.
모치노리는 오키나와의 산업발전에 인재 육성이 필요하다고 여겨, 1882년에 자하나 노보루, 오타 조후 등 5명을 제1회 현비 유학생으로서 도쿄에 유학시켰다. 오키나와 현은 구 왕족, 사족 층의 불만을 억누르기 위해 류큐 왕국 시절부터의 옛 제도를 온존하는 것이 정부 방침으로 되어 있었는데, 이를 타파하기 위해 상경하여 상신서를 제출하였으나, 정부 방침에 반한다고 하여 재임 2년 만에 현령에서 해임되었다. 해임 이후에도 1500엔의 사재를 들여 장학 자금을 마련해 현에 제공했다.
1883년, 원로원 의관이 되었고, 이듬해에는 백작이 되었다. 1896년, 요네자와로 이주하였고, 요네자와의 양잠제사 직물의 개량에 힘썼다. 1919년 4월 18일에 76세로 사망하였다.